# Penthigrampta graphipennis
Penthigrampta graphipennis är en insektsart som beskrevs av Dietrich och Rakitov 2002. Penthigrampta graphipennis ingår i släktet Penthigrampta och familjen dvärgstritar. Inga underarter finns listade i Catalogue of Life.